# Can Palau (Tàrrega)
Can Palau és una obra amb elements barrocs de Tàrrega (Urgell) protegida com a bé cultural d'interès local.

## Descripció
Can Palau es tracta d'un edifici on la seva estructura és típica de les construccions medievals encara que pertanyi a mitjans del segle xvii. Edifici de planta rectangular rematat amb una cornisa i balustrada plana. Tota la façana està feta amb carreus de pedra ben treballada totalment regulars, disposats en filades perfectament alineades. La façana està estructurada en tres pisos simètrics entre ells. A cada planta s'obren tres obertures la distància entre les quals, en tots els pisos, és la mateixa.
A la planta baixa hi ha tres grans portes, de similars dimensions, allindades i absents de qualsevol decoració arquitectònica. Entre la planta baixa i la primera s'ha de destacar un petit bordó separador que travessa tota la façana en sentit horitzontal el qual està mig trencat i és inexistent en un lateral de la façana.
La primera planta i la segona són idèntiques pel que fa a les obertures. Hi ha tres finestres allindanades en forma de balconada, on l'única diferència entre les quals és de les obertures de la primera són més àmplies respecte les de la segona. Tot és d'una gran sobrietat decorativa. L'edifici està dotat d'una coberta plana, on es crea una terrassa exterior la qual es dibuixa a la façana amb una balustrada plana que recorre tota l'amplada. L'estil és renaixentista. Sembla que fou construït durant el segle xvii encara que al cadastre hi figuri la data del 1750.